# Anna Frebel
Anna Frebel (Berlim, 1980) é uma astrônoma e astrofísica alemã.

## Publicações selecionadas
- Auf der Suche nach den ältesten Sternen. Frankfurt am Main: Fischer. 2012. ISBN 978-3-10-021512-3
- Astronomical Society of the Pacific, ed. (2008). New horizons in astronomy : Frank N. Bash Symposium 2007 : proceedings of a workshop held at the University of Texas, Austin, Texas, USA, 14-16 October 2007. San Francisco: [s.n.]